# Прапори регіонів М'янми
Держава М'янма розділена на 7 адміністративних областей і 7 штатів. У кожного з них є офіційний прапор. Столиця і інші території країни не використовують власні геральдичні символи.

## Адміністративні області М'янми
| Прапор | Затверджений | Використання | Опис |
| ------ | ------------ | ------------ | --- |
|        | –            | Іраваді      | Прапор являє собою біле полотнище з трьома синіми горизонтальними хвилястими лініями. У центрі прапору розміщено прямокутник з контурами регіону. Над ним — назва регіону бірманською мовою. Пропорції прапору: 3:5.                                    |
|        | –            | Магуе        | Прапор являє собою полотнище помаранчевого кольору з розташованою в центрі назвою регіону бірманською мовою. Пропорції прапору: 2:3. |
|        | –            | Мандалай     | Прапор являє собою полотнище помаранчевого кольору з розташованою в центрі емблемою та назвою регіону бірманською мовою червоного кольору. Емблема складається з силуету вату (храмовий комплекс) та чотирьох рисових колосків. Пропорції прапору: 2:3. |
|        | –            | Пегу         | Прапор являє собою синє полотнище, у центрі якого розташовані жовтий півень та назва регіону бірманською мовою. Пропорції прапору: 2:3. |
|        | –            | Сікайн       | Прапор являє собою полотнище зеленого кольору з розташованими в центрі жовтим левом та назвою регіону бірманською мовою. Пропорції прапору: 2:3. |
|        | –            | Танінтаї     | Прапор являє собою полотнище синього кольору з розташованою в центрі назвою регіону бірманською мовою помаранчевого кольору. Пропорції прапору: 2:3. |
|        | –            | Янгон        | Прапор являє собою полотнище синього кольору з червоною зіркою в лавровому вінку у центрі та білою стрічкою з назвою регіону бірманською мовою. Пропорції прапору: 2:3.                                                                                 |

## Штати М'янми
| Прапор | Затверджений | Використання | Опис |
| ------ | ------------ | ------------ | --- |
|        | 1993 –       | Карен        | Прапор являє собою горизонтальний триколор зі смугами синього, білого та червоного кольорів. На синій смузі, у лівому куті розміщено білу п'ятипроменеву зірку. Пропорції прапору: 1:2. |
|        | –            | Качин        | Прапор являє собою полотнище синього кольору з розташованим в центрі колом з силуетом гори Кхакаборазі. Пропорції прапору: 2:3. |
|        | –            | Кая          | Прапор являє собою горизонтальний триколор зі смугами червоного, синього та зеленого кольорів. На червоній смузі розміщено синій кантон з білою емблемою. Це елементи колишнього прапору М'янми (1973—2010 рр.). У центрі прапору розміщено танцівницю жовтого (золотого) кольору. Пропорції прапору: 2:3. |
|        | –            | Мон          | Прапор являє собою полотнище синього кольору з розташованим в центрі півнем золотого кольору та назвою регіону бірманською мовою білого кольору. Пропорції прапору: 2:3. |
|        | –            | Ракхайн      | Прапор складається з двох рівнозначних горизонтальних смуг білого та червоного кольорів, у центрі якого розміщено синій диск з білою емблемою. Пропорції прапору: 2:3. |
|        | –            | Чін          | Прапор являє собою горизонтальний триколор зі смугами синього, червоного та зеленого кольорів, у центрі якого розміщено білий диск з золотим Птахом-носорогом на зеленій гілці. Навколо диску — 9 білих зірок. Пропорції прапору: 2:3.                                                                     |
|        | 1993 –       | Шан          | Прапор являє собою горизонтальний триколор зі смугами помаранчевого, зеленого та червоного кольорів, у центрі якого розміщено білий (срібний) диск, що символізує місяць. Пропорції прапору: 1:2. |